# امبالانانجاوی
امبالانانجاوی (به لاتین: Ambalan'anjavy) یک سکونتگاه مسکونی در ماداگاسکار است که در دیانا (ماداگاسکار) واقع شده‌است.

## خصوصیات
امبالانانجاوی ۳٬۷۴۳ نفر جمعیت دارد.